# Dotkopp
Dotkopp, även "dödhuvud" eller "dödblock", är en rund eller hjärtformad pjäs av hårt trä eller metall med hål i, används ibland i stället för ett block på skepp och båtar. De som är av trä har en skåra runt omkring där ett tåg eller ett järnbeslag kan monteras.
En modernare variant finns där dotkoppen är gjord i något syntetisk material, till exempel nylon.
Är vanlig på mindre båtars skot till försegel, då man vill bryta riktningen på skotet och få det i rätt riktning mot en ansättningspunkt.